# Герке, Антон Августович
Антон Августович Герке (9 [21] августа 1812, Пулины, Волынская губерния — 5 [17] августа 1870, имение Кренье, Новгородская губерния) — российский пианист и музыкальный педагог.

## Биография
Музыкант в четвёртом поколении, получил первые уроки музыки у своего отца, польско-немецкого скрипача Августа Герке.
В 1818 году впервые выступил в концерте под руководством своего отца, в этот период руководившего домашней капеллой графов Ганских. С 1820 года учился в Москве у Джона Фильда; 26 января 1823 года, как сообщала «Всеобщая музыкальная газета», исполнил в Киеве один из концертов Фильда «с единодушным одобрением и успехом». Затем совершенствовал исполнительское мастерство под руководством Фридриха Калькбреннера в Париже, Игнаца Мошелеса в Лондоне, Фердинанда Риса в Гамбурге.
Самостоятельно концертировал с 1832 года, в следующем году получил звание придворного пианиста. В Санкт-Петербурге входил в кружок артистов, собиравшихся у инспектора студентов Петербургского университета А. И. Фицтума и участвовавших в так называемых Университетских концертах под руководством Карла Шуберта, а в 1840 г. стал одним из основателей Санкт-Петербургского симфонического общества, предшественника Русского музыкального общества. В 1837 г. гастролировал в Париже и Лейпциге — как утверждает Энциклопедия Брокгауза и Ефрона, Роберт Шуман характеризовал исполнение Герке как «соединение лёгкости, нежности и спокойствия с верностью и отчётливостью и особенным искусством владеть инструментом». В 1866 г. впервые в Петербурге исполнил «Пляску смерти» Ференца Листа. Тем не менее, «Всеобщий биографический словарь музыкантов» Ф.Ж.Фетиса в 1862 г. утверждал, что Герке принадлежит к числу музыкантов-вундеркиндов, которые не оправдали возлагавшихся на них надежд.
С основанием в 1862 году Санкт-Петербургской консерватории Герке стал профессором по классу фортепиано, среди его учеников, в частности, были Модест Мусоргский, Герман Ларош, Фёдор Бегров, Павел Петерсон, будущий директор консерватории Николай Заремба. В общей сложности, по утверждению сына Герке Августа Антоновича, опубликовавшего биографию своего отца, у Герке было более 2000 учеников. По словам советского музыковеда Т. В. Поповой,

В своей педагогической деятельности Герке следовал традициям Фильда. От учеников он добивался прежде всего хорошей, аккуратной техники, отчётливости, точности и элегантности исполнения. Идеалом его была полная неотразимой прелести фильдовская «jeu perle» — «жемчужная игра»… Своим ученикам Герке давал играть главным образом блестящие салонные пьесы модных виртуозов: Гензельта, Гуммеля, Герца, а порою и некоторые виртуозные пьесы Листа. Случалось, в их репертуаре проскальзывала какая-нибудь из бетховенских сонат, а иногда и пьеса Шопена или Шумана.

Пробовал свои силы и на композиторском поприще, но его сочинения почти все остались в рукописи.
Почётный член Санкт-Петербургского Филармонического общества (1858).
Умер 5 августа 1870 года в имении Кренье Едровской волости Валдайского уезда Новгородской губернии. Похоронен на кладбище села Едрово Валдайского уезда.